# Faithfully (album de Faith Evans)
Pour les articles homonymes, voir Faithfully.
Albums de Faith Evans
Keep the Faith
(1998) The First Lady
(2005)
Singles
1. Can't Believe
Sortie : 13 avril 2001
2. You Gets No Love
Sortie : 7 août 2001
3. I Love You
Sortie : 19 février 2002
4. Burnin' Up
Sortie : 15 mars 2002
5. Alone in This World
Sortie : 6 avril 2002

Faithfully est le troisième album studio de Faith Evans, sorti le 6 novembre 2001.
L'album s'est classé 2e au Top R&B/Hip-Hop Albums et 14e au Billboard 200 et a été certifié disque d'or par la Recording Industry Association of America (RIAA) le 10 janvier 2002.

## Liste des titres
| No  | Titre                                                                                | Auteur | Contient un (des) sample(s) de | Durée |
| --- | ------------------------------------------------------------------------------------ | --- | --- | ----- |
| 1.  | Intro (Produit par Bink)                                                             | Faith Evans, Roosevelt Harrell III | | 0:52  |
| 2.  | Alone in This World (Produit par P. Diddy)                                           | Evans, Sean Combs, Mechalie Jamison, Michael Carlos Jones, Jack Knight, Herbert Magidson, Nashiem Myrick, Christopher Wallace, Mario Winans, Allie Wrubel              | Who Shot Ya? de The Notorious B.I.G. featuring Puff Daddy | 3:53  |
| 3.  | You Gets No Love (featuring P. Diddy et Loon – Produit par Michaelangelo Saulsberry) | Tevell Coleman, Evans, Mechalie Jamison, Michaelangelo Saulsberry, Kameelah Williams, Andre Wilson                                                                     | Please Pardon Me (You Remind Me of a Friend) de Rufus & Chaka Khan Gettin' Money (The Get Money Remix) de Junior M.A.F.I.A. featuring The Notorious B.I.G. Loosen' Control de Snoop Dogg | 4:01  |
| 4.  | Burnin' Up (Produit par The Neptunes)                                                | Evans, Chauncey Hawkins, Chad Hugo, Pharrell Williams | | 3:31  |
| 5.  | I Love You (Produit par Buckwild, Mario Winans et P. Diddy)                          | Anthony Best, Evans, Isaac Hayes, Michael Jamison, Jennifer Lopez, Bobby Springsteen                                                                                   | Make a Little Love to Me d'Isaac Hayes | 4:27  |
| 6.  | Everything (Interlude) (Produit par Mario Winans)                                    | Jamison, Winans | | 0:49  |
| 7.  | Back to Love (Produit par Mario Winans et P. Diddy)                                  | Evans, Mike Cleveland, Combs, Jamison, Winans | Last Night a D.J. Saved My Life d'Indeep | 3:40  |
| 8.  | Faithful (Interlude) (Produit par Chucky Thompson et Todd Russaw)                    | Cheri Dennis, Evans, Chucky Thompson | Faithful to the End de D. J. Rogers | 2:00  |
| 9.  | Do Your Time (Produit par Mario Winans et P. Diddy)                                  | Evans, Combs, Hubert Laws, Harold Lilly, Winans | I Had a Dream d'Hubert Laws | 4:20  |
| 10. | Don't Cry (Produit par Mario Winans et P. Diddy)                                     | Robert Barnett, Andre Benjamin, Patrick Brown, Combs, Evans, Jones, Knight, Willie Knighton, Ray Murray, Antwan Patton, Adonis Shropshire, Rico Wade, Williams, Winans | Mainstream d'OutKast | 3:37  |
| 11. | Faithfully (Produit par Battlecat)                                                   | Evans, Kevin Gilliam, Jamison, James Mtume, Williams | Juicy Fruit de Mtume I Love You de Faith Evans | 3:57  |
| 12. | Brand New Man (Produit par Kip Collins)                                              | Kip Collins, Combs, Evans, Jamison, Jones, Winans | | 4:12  |
| 13. | Ghetto (Interlude) (Produit par Michaelangelo Saulsberry)                            | Evans, Saulsberry | | 1:21  |
| 14. | Where We Stand (Produit par Faith Evans et Hozay Clowney)                            | Hozay Clowney, Evans, Michael Franks, Rasheem Pugh | Never Say Die de Michael Franks | 4:22  |
| 15. | Heaven Only Knows (Produit par Havoc, Mario Winans et P. Diddy)                      | Combs, Jonathan Davis, Evans, Kamaal Fareed, Albert Johnson, Lilly, René Moore, Kejuan Muchita, Terance Perry, Mayfield Small, Winans                                  | That's All Right With Me d'Esther Phillips Keep the Faith de Faith Evans | 4:15  |
| 16. | Love Can't Hide (Produit par Faith Evans et Hozay Clowney)                           | Evans, Vada Nobles, Rasheem Pugh | | 4:22  |
| 17. | Can't Believe (featuring Carl Thomas – Produit par Mario Winans et P. Diddy)         | Jermaine Baxter, Combs, Anthony Cruz, Jamison, Jones, Nasir Jones, Knight, Chris Taylor, Winans, Andre Young                                                           | Phone Tap de The Firm featuring Dr. Dre | 5:00  |
| 18. | Love Song (Interlude) (Produit par Chucky Thompson)                                  | Evans, Chucky Thompson | | 1:49  |